# Allorchestes moleolus
Allorchestes moleolus är en kräftdjursart. Allorchestes moleolus ingår i släktet Allorchestes och familjen Hyalellidae. Inga underarter finns listade i Catalogue of Life.